# Łukasz Czopik
Łukasz Konrad Czopik (ur. 9 grudnia 1978 w Jaworznie) – polski prawnik, menedżer i urzędnik samorządowy, w latach 2022–2024 wicemarszałek województwa śląskiego.

## Życiorys
Syn Henryka i Genowefy. Ukończył z wyróżnieniem studia prawnicze na Katolickim Uniwersytecie Lubelskim, a także prowadzoną tamże szkołę prawa amerykańskiego. Kształcił się podyplomowo w zakresie kontroli wewnętrznej, rachunkowości przedsiębiorstw i zarządzania, zdobył także uprawnienia audytora finansowego. Odbył studia doktoranckie w zakresie prawa upadłościowego na Wydziale Prawa i Administracji Uniwersytetu Śląskiego pod kierunkiem Bernadetty Fuchs (bez obrony doktoratu). Pracę zawodową rozpoczynał jako referent w Urzędzie Miasta Jaworzno i w Hucie Baildon. Później do 2014 zajmował stanowisko sekretarza województwa śląskiego w okresie rządów Platformy Obywatelskiej, został następnie dyrektorem Górnośląskiego Przedsiębiorstwa Wodociągów. Od 2019 sprawował funkcję dyrektora zarządzającego i następnie wiceprezesa klubu piłkarskiego GKS Katowice. Zasiadał również w radach nadzorczych spółek komunalnych.
21 listopada 2022 powołany na stanowisko wicemarszałka województwa śląskiego po zmianie koalicji w sejmiku wojewódzkim (jako osoba bezpartyjna). W maju 2024 zakończył pełnienie funkcji wraz z całym zarządem.